# 鈴木咲 (声優)
鈴木 咲（すずき さき、10月18日 - ）は、日本の女性声優。千葉県出身。ぷろだくしょんバオバブ所属。

## 人物
資格は中学・高等学校教員免許（数学）、普通自動車免許。
特技はビーズ刺繍、自分の似顔絵、口笛、服飾コーディネート。趣味は古着屋巡り、メイク、歌、芸術鑑賞。

## 出演

### テレビアニメ
- 忍たま乱太郎（2019年、旅人）
- キャロル&チューズデイ（2019年、乗客）
- スライム倒して300年、知らないうちにレベルMAXになってました（2021年、レイラ母、従業員A）
- 名探偵コナン（2021年、天野）
- 継母の連れ子が元カノだった（2022年、女性）
- アルスの巨獣（2023年、ヤマビト子供、ヒトかぶり2）

### 劇場アニメ
- 劇場版 FAIRY TAIL 鳳凰の巫女（2012年）

### ゲーム
- タワー オブ アイオン（ライル 他）
- LOST ARK（2019年、アーク守護者オセル）
- ファイナルファンタジーVII リメイク（2020年）
- モンスターストライク（2021年、ルミル[4]）

### 吹き替え

#### 映画
- 愛すべき夫妻の秘密（パティ、ケイティ 他）
- アイム・ユア・ウーマン（老婦人、看護師）
- アワ 〜私は私の道を行く〜（ラヴィ夫人）
- THE GUILTY/ギルティ（オペレーター）
- グッド・ボーイズ（ソレンの母親）
- クラウズ〜雲の彼方へ〜（アリ）
- シェイクスピアの庭（マライア、スザンナの娘）
- ジングル・ジャングル 魔法のクリスマスギフト（修理に来た老婦人）
- ストーリー・オブ・マイライフ/わたしの若草物語（アニー・モファット〈アビー・クイン〉 他）
- ハウス・オブ・グッチ（イーラ[5]）
- レスキュードッグ・ルビー（キャロライン 他）

#### ドラマ
- I AM 私の分岐点（ミシェル 他）
- 仮面の王 イ・ソン（女官）
- 9月の朝 〜カサンドラの物語〜（グラジー、イーラ、ヴェロニカ 他）
- グレイス&フランキー（校長）
- サイコだけど大丈夫（スルビ）
- シカゴ・メッド（メリッサ）
- 正義の異邦人:ミープとアンネの日記（ベップ）
- チェサピーク海岸（女性記者、アンドレア）
- ニュー・アムステルダム 医師たちのカルテ（サンドラ、エラ、マーシャ、イダリス、ウインター、ハーヴェル、ハーパー、ソフィア、ビックティナ、リヴォニア、シャーリー）
- HAWAII FIVE-0（ダイアン、ジョディ、エカ）
- FIRES〜オーストラリアの黒い夏〜（	エスター）
- フォーティチュード/極寒の殺人鬼（スピンドウ、シェン、ビアンカ 他）
- ヘチ 王座への道（女官、尚宮）
- マーキュリー・セブン（キャム、ベティ、ユーニス、ジェリー・コッブ）
- ラ・ブレア（アイゼア、サラ、キエラ）
- ロード・オブ・ザ・リング:力の指輪（ゲルダ、ヴィルマ、苦行者1）

#### アニメ
- ウルフボーイとなんでも工場（コクナ 他）
- スピリット・レンジャーズ〜森のおたすけ隊〜（ムーン、スカイ、マッド、トウモロコシ、ハリネズミ、ブレード、ゲロゲロジュニア、スパイク、スメリー）
- ドックはおもちゃドクター（ライアス）
- ドックのおもちゃびょういん（母ライオン）
- トップ・ウィング（ロンダ、アンユー、ターキー、ホヌ）
- 忍者ハットリくん
- ベイビーシャークのわくわくショー（マミー・シャーク、ブライニー 他）

### ボイスオーバー
- アート・オブ・デザイン（タニーシャ）
- クロティルダの子孫たち -最後の奴隷船を探して-（パトリシア・ブレーザー、メー・ジョーンズ）
- ディセンダント（パトリシア）
- BS世界のドキュメンタリー 最も危険なスパイ イスラエルを欺いた天才科学者（女性ニュースキャスター）
- マジックベイクオフ（シエラ）
- ラスト・チャンス・ユー（ジェシカ、ジャイラ）

### CM
- DELL（ボイスオーバー）

### ラジオドラマ
- 報われなかった村人A、貴族に拾われて溺愛される上に、実は持っていた伝説級の神スキルも覚醒した（セリア、アルサ夫人、トマスの母）

### その他コンテンツ
- 音声素材集 #ぴた声 シリーズ（おばあさん vol.1）
- VOICEPEAK  商用可能 ナレーター女性5 （2024年2月29日、AH-Software）